# Píxel muerto
Un píxel muerto es cualquier píxel que no responde como debería en una pantalla LCD, en un CCD o en un sensor CMOS en una cámara digital. 
El término «píxel muerto» puede ser usado como sinónimo de «píxel defectuoso», pero existen otros términos más concretos para cada caso: Un píxel blanco permanentemente encendido se conoce como píxel caliente («hot pixel») y un píxel de un color sólido (rojo, verde o azul) recibe el nombre de píxel atascado («stuck pixel»).
En la fabricación de pantallas LCD, es común que un monitor sea manufacturado con un número de subpíxeles defectuosos (cada píxel está compuesto por tres subpíxeles de colores primarios). El número de píxeles defectuosos tolerados antes de que se rechace una pantalla depende de la «clase» en que el fabricante ha colocado su producto (aunque es descrito oficialmente por el estándar de la ISO 13406-2, no todos los fabricantes la interpretan de la misma manera).
Algunos fabricantes tienen una política de tolerancia cero con las pantallas LCD, rechazando todas las unidades encontradas que tienen un número de subpíxeles o píxeles defectuosos, lo que indica que es un monitor de Clase I. Otros los rechazan de acuerdo al número total de defectos, o el número de defectos en un determinado aspecto. Algunas pantallas vienen con una indicación del prospecto que indica cuántos pixeles muertos se permite que tenga antes de que se pueda enviar de nuevo al fabricante. Los píxeles muertos pueden también ocurrir en racimos; estos son particularmente molestos.
En algunos casos, el fabricante pone todas las pantallas a la venta y reemplaza la pantalla si el cliente reporta la unidad como defectuosa y esta cumple con los requisitos mínimos para hacer una devolución.

## Píxel atascado
Los píxeles muertos por defecto de fábrica o daño de uso están permanentemente apagados o encendidos. Sin embargo los píxeles atascados suelen ser uno o más puntos que no cambian de color o también que siempre aparece más claro o más oscuro que los de su alrededor.